# Glaucidium jardinii
Андский сычик (лат. Glaucidium jardinii) — маленькая птица из семейства совиных. Раньше этот вид считали подвидом воробьиного сыча-гнома (Glaucidium gnoma), но анализ ДНК выявил отличия, позволяющие отнести подвид к самостоятельному виду.
Длина тела от 15 до 16 см. «Ушки» отсутствуют. Оперение или тёмно-коричневое, или красноватое оранжево-коричневое. Крылья по отношению к размеру тела длинные и закруглённые на конце. Голова густо покрыта пятнами. «Брови» отчётливо белые. На затылке имеется «ложное лицо». На горле имеется белое пятно. Боковые стороны тела от серо-коричневого до оранжево-коричневого цвета.
Вид распространён от Анд Венесуэлы, севера Колумбии, центральной части и востока Эквадора до севера Перу. Оседлая птица обитает в горных и туманных лесах на высоте от 2000 до 3500 метров над уровнем моря.
Вид ведёт дневной образ жизни. Часто можно наблюдать, как мелкие пернатые прогоняют его. Рацион питания состоит из мелких птиц, насекомых и мелких млекопитающих. Охотится преимущественно из засады. В качестве гнёзд использует брошенные дупла дятлов. В кладке три белых яйца. Биология размножения изучена недостаточно.